# 圣奥拉夫 (艾奥瓦州)
聖奧拉夫（英語：St. Olaf）是一個位於美國愛荷華州克萊頓縣的城市。

## 地理
聖奧拉夫的座標為42°55′40″N 91°23′14″W / 42.92778°N 91.38722°W，而該地的平均海拔高度為261米（即856英尺）。

## 人口
根據2010年美國人口普查的數據，聖奧拉夫的面積為0.62平方千米，當中陸地面積為0.62平方千米，而水域面積為0.00平方千米。當地共有人口108人，而人口密度為每平方千米174人。